# Pokolj u Račku
Pokolj u Račku (albanski Masakra e Reçakut) ili Incident u Račku je bio incident koji je naknadno doveo do NATOve intervencije tijekom Rata na Kosovu.
Dana 15. siječnja 1999., u selu Račak ubijeno je 45 kosovskih Albanaca. Među žrtvama su bili i 18-godišnja žena, 12-godišnje dijete i 99-godišnji starac. Događaji i činjenice koji su ovjereni sa strane OESS-a ukazuju na samovoljna kažnjavanja, izvansudska ubijanja i masakriranja nenaoružanih civila od snaga sigurnosti SRJ-a. Srbijanski napad bio je odgovor na ubojstvo četvero srpskih policajaca nekoliko dana ranije.
Općenito se smatra kako je pokolj u Račku "prelio čašu" strpljenja međunarodne zajednice oko Miloševićeve vlade: izazvao je međunarodno negodovanje i skrenuo pozornost na stanje na Kosovu, a promijenjena je i perspektiva međunarodne zajednice prema SR Jugoslaviji i prema vlastima u Beogradu. Međunarodni sud za ratne zločine počinjene na području bivše Jugoslavije (ICTY) je pozvan kako bi započeo hitnu istragu o zločinima počinjenim u Račku, ali je njegovom istraživačkom timu odbijen ulazak na Kosovo. Službeni stav Beograda je bio da su nastradali bili obični teroristi OVK-a, a ne civili, no međunarodna zajednica odbacila je takvo objašnjenje.

## Uvod
Račak je malo selo pola kilometara južno Štimlja koje je tada imalo populaciju od oko 2.000 stanovnika. Nakon racije srpske vojske u tom području u srpnju 1998., tijekom kojih su kuće i radionice bile opljačkane i zapaljene, većina seljana se preselilo kako bi živjelo s obitelji u naseljima Štimlje i Uroševac. U siječnju 1999., samo oko 350 stanovnika ostalo je u Račku. Oslobodilačka vojska Kosova (OVK) je također bila tamo, sa svojim uporištem u blizini elektrane.

## Kronologija događaja

### Događaji uoči incidenta
OESS je izvijestila o sljedećem slijedu događaja koji su doveli do ubojstava:
Dana 8. siječnja policija Srbije je obavijestila OESS o OVK napadu na policijska vozila u blizini mjesta Dulje, u općini Suva Reka (zapadno Štimlje). Izvidnica OESS-a koja je tada bila u tom području čula je zvukove pucnjave i tijekom te istrage utvrđeno je da su policijska vozila upala u zasjedu. Dva policajca su ubijena, a druga dva su ranjena - jedan od njih kasnije je umro u bolnici. U napadu su također ranjena tri kosovska albanska civila, koji su slučajno pri putovanju u taksiju nenamjerno ušli u zasjedu. Zasjeda je bila dobro pripremljena: tu je bila skrivena vatrena poziciju za do 15 ljudi, koja je bila zauzeta nekoliko dana. Pješačko oružje, mitraljezi i raketne granate pucale su na policijski konvoj.
Dne 10. siječnja, prijavljena je druga zasjeda u Šlivovu, južno Štimlje, u Uroševac općini, u kojoj je ozlijeđen jedan policajac, a umro je kasnije u bolnici. OESS je evidentirao manji oružani okršaj, ali nije mogao potvrditi da li je postojala zasjeda. Oko 100 civila je pobjeglo u planine i vratilo se tek nakon što je 50-ak srpskih snaga policije napustilo scenu incidenta.
Od 12. do 15. siječnja došlo je do gomilanja srpskih snaga oko Štimlja, a povećan je i promet oklopnih vozila, uključujući tenkova i priključnih topništva. Policija je izvijestila da je u stanju visoke pripravnosti. 14. siječnja, OESS je zabilježio pucnjavu teške strojnice i lakog pješačkog oružja u blizini sela Javor i Lužnica te u općini Suva Reka. Međutim, OSCE-u je bio zabranjen pristup na to područje. Jedan časnik izjavio je da je došlo do sukoba s OVK pobunjenicima.

### Incident
15. siječnja OESS je izvijestila da je došlo do ozbiljnog pogoršanja stanja u Štimlju. Selo Račak, Malopoljce, Petrovo i Belince su bili pogođeni eskalacijom. Verifikacijska misija je zabilježila kako gore kuće u Račku i Malopoljcu, te kako tenkovi i oklopna vozila direktno pucaju na kuće u blizini naselja Malopoljce i Petrovo. Kasnije tog dana, kada je misija uspjela stići do Račka, vidjeli su mrtvog kosovskog Albanca i još pet ozlijeđenih civila. Oni su također dobili izvješća o drugim ubojstvima. Stanovnici Račka tvrdili su da je 20-ak muškaraca odvojeno od žena i djece, uhićeno i deportirano. Međutim, OESS-u je bio zabranjen pristup i intervjuiranje preživjelih, zbog čega su podnijeli prosvjednu notu vlastima SRJ.
Prema srbijanskoj policiji, okršaj s OVK trajao je četiri sata, kada su snage SRJ napokon ušle u Račak i pronašle tri mitraljeza. Prema iskazima seljaka, policija je već ušla u Račak oko 9:00 sati. Čuli su se pucnjevi do 16:00 sati. Policija je napustila Račak oko 16:30 sati.
Dne 16. siječnja, OESS i EU KDOM promatrači otišli su istražiti izvješća o ubijanju civila. Prema izjavama preživjelih stanovnika, dan ranije, nakon napada VJ i policije, sigurnosne snage Srbije ušle su u Račak oko 07:00 sati ujutro. Neki su bili odjeveni u policijske uniforme, drugi u crne uniforme i skijaške maske. Preživjeli su tvrdili da su te snage smaknule neke stanovnike a pritvorili druge. Osim toga, preživjeli su izvijestili kako su prepoznali neke od policajaca iz Štimlja, a druge napadače kao srpske civile iz Štimlja odjevene u policijske uniforme. OESS je pronašao ukupno 40 tijela na različitim lokacijama, s više od 20 pronađenih zajedno u jarku. Još pet žrtava je uklonjeno s mjesta incidenta od članova obitelji. Mnogi su žrtve višestruke paljbe vatrenim oružjem. Među žrtvama su 20 muškaraca koja su prijavljena da su uhićena dan prije. Drugi su, čini se, smaknuti u bijegu. Mnoga tijela su bila unakažena, a bilo je i nekih bez glave. Četiri muškaraca koji su se skrivali u jednoj štali su odvedeni van gdje ih je pretukla policija. Ipak, nisu naudili ženama i djeci. Neki su našli dvadesetak leševa na brdu Kodri e Bebushit, ali ih nisu dirali do dolaska verifikacijske misije.

## Izvještaji svjedoka
Human Rights Watch intervjuirao je nekoliko svjedoka. Prema jednoj ženi, na dan napada oko 7:00 sati ujutro, tridesetak članova obitelji Beqa pokušalo je pobjeći i sakriti se u obližnju šumu kada su čuli policiju. Četrdesetak policajaca, udaljenih 20-ak metara od njih, počelo je pucati s obližnjeg brda. Sin i suprug žene pogođeni su u vrat i poginuli su na licu mjesta. Drugi svjedok, star 70 godina, opisao je kako je ubijen njegov 22-godišnji unuk, a unuka i njena majka su ranjene. Svjedok M.B., koji se skrivao u svojoj kući, tvrdi da su Bajram Mehmeti i njegova kći Hanumshahe ubijeni granatom kada su trčali kroz centar sela.

## Istraga i reakcije
OESS i razni službenici su istražili mjesto zločina, prikupljali dokaze, uzimali izjave svjedoka i preživjelih te potpuno dokumentirale mjesto sa skicama, kartama, fotografijama i videokasetama. Nakon toga seljani su premjestili tijela u džamiju u Račku. Voditelj misije OESS, veleposlanik William Walker, posjetio je mjesto zločina. On je osudio masovno ubijanje, te pozvao Beograd neka istraži zločin. Također je kontaktirao vladu SRJ i zamolio ih da navedu imena svih uključenih u operaciji oko Štimlja, kako bi se utvrdilo tko je dao zapovijed za ubojstvo i nalog za iste. Vlasti u SRJ odbacili su sve optužbe da se radi o ubojstvu civila, te naveli da su samo OVK borci poginuli u okršaju s vojskom. TV kamere zabilježile su Walkera kako hoda pored leševa Albanaca. Nakon toga, održao je konferenciju na kojoj je osudio taj čin.
Walker je opisao događaje toga dana:
"U jarugi iznad sela, vidio sam prvo tijelo. Bilo je prekriveno dekom, a kada su ga otkrili, primijetio sam da nije bilo glave na njemu - samo nevjerojatno krvavi nered na vratu. Netko mi je rekao da je lubanja bila na drugoj strani jaruge i pitao me želim li i to vidjeti. A ja rekoh: "Ne, mislim da sam dobio prilično dobar dojam o čemu se radi." [Još tri tijela su pronađena.] Oni su izgledali poput starijih ljudi, sa sivom ili bijelom kosom ... Imali su rane na glavi, i bilo je krvi na njihovoj odjeći. [Zatim veću skupinu tijela.] Nisam ih mogao nabrojati. Upravo sam pogledao još jedan i vidio puno rupa u glavi - u vrhu glave i zatiljku... Rečeno mi je da je bilo i drugih tijela dalje, prema gore i nad sljemenom brda. I novinari i inspektori su me pitali bi li htio osobno otići gore i vidjeti ostatak, a ja sam rekao, "vidio sam dosta."
18. siječnja, glavni tužitelj ICTY-a, Louise Arbour, pokušala je ući na Kosovo kroz Republiku Makedoniju, kako bi se "istražila prijavljena zlodjela u Račku". Njoj je odbijen ulazak u to područje od vlasti u Beogradu, a kasnije je izjavila da će istražiti masovno ubijanje u Račku, "s ili bez pristupa tom teritoriju". Na isti dan, teško oružane srpske snage ušle su u Račak i uklonili sva tijela iz džamije, silom, odvodeći ih do mrtvačnice u Prištini. OESS-u je opet odbijen pristup tijelima kada su se uklonili iz džamije. U mrtvačnici, srpski patolozi počeli su obdukciju 40 tijela, bez obzira na zahtjeve OSCE-a kako to mora biti odgođeno do dolaska međunarodnih patologa.
U nedostatku međunarodnih forenzičnih stručnjaka, OESS službenici za ljudska prava dokumentirali su posmrtne preglede, sve do dolaska finskog forenzičnog tima. Završno izvješće, objavljeno na kraju siječnja, izdano sa strane Srbije i bjeloruskog tima, govorilo je da u Račku "nije bilo pokolja ni masovnih egzekucija, te da su tijela unakažena postumno". No taj izvještaj nije bio podržan od finskog tima prema kome je tada još bilo prerano davati neke rezultate, pošto su histološke, toksikološke i DNK analize još uvijek morale biti izvršene u Helsinkiju. Finski izvještaj je na kraju naveo da su tijela  "najvjerojatnije bili nenaoružani civili" Odgovarajući na srpske tvrdnje da su Albanci ubijeni noseći uniforme OVK, koje su kasnije zamijenjene civilnom odjećom, u izveštaju se navodi da "... odjeća (mrtvih) ne nosi oznake bilo koje vojne jedinice. Jasno je da nema indikacija uklanjanja oznaka niti činova. Na osnovu nalaza autopsije (npr. rupe od metaka, zgrušana krv) i fotografija s lica mjesta, prilično je nevjerojatno da je odjeća promijenjena ili uklonjena.
2008. godine Helena Ranta, u autobiografskoj knjizi navela je da je izvještaj o tom događaju pisala pod pritiskom tadašnjeg šefa misije OEBS-a na Kosovu Williama Walkera i Ministarstva vanjskih poslova Finske. U knjizi je Ranta napisala da je Voker u zimu 1999., tražio od nje da u izvještaju bude ubjedljivija o navodnim srpskim zločinima u Račku i da su trojica civilnih službenika finskog ministarstva tražili „dublje zaključke“ u izvještaju. Kako piše u knjizi finske forenzičarke, Walker je prelomio drvenu olovku napola i gađao je njenim dijelovima, jer nije bio zadovoljan njenim navodima u kojima ona nije koristila „dovoljno ubjedljiv jezik“ kada je reč o srpskim zločinima.
U dokumentarnom filmu „Kraj — osuđeni na progonstvo“ ruskim autorima Jevgeniju Baranovu i Aleksandru Zamislovu ispričala je da je „Walker bio užasnut rezultatima naše istrage“. „Bila sam zbunjena i nisam bila spremna odgovoriti mu. To su bila tijela terorista, srpskih vojnika i mještana. Ovaj izvještaj koji vam sada pokazujem nikada nije objavljen, a njegov sadržaj malo tko zna. Sada sam spremna javno govoriti o rezultatima istrage“, kazala je Ranta u tom filmu, pokazujući originalni izjveštaj pred kamerom.

## Imena žrtava
1. Lute Asllani
2. Banush Azemi
3. Ragip Bajrami
4. Halim Beqiri
5. Rizah Beqiri
6. Zenel Beqiri
7. Lutfi Bilalli
8. Ajet Emini
9. Bujar Hajrizi
10. Myfail Hajrizi
11. Skënder Halili
12. Haqif Hysenaj
13. Hajriz Ibrahimi
14. Hakip Imeri
15. Murtez Imeri
16. Nazmi Imeri
17. Mehë Ismajli
18. Muhamet Ismaji
19. Ahmet Jakupi
20. Eshref Jakupi
21. Hajriz Jakupi
22. Mehmet Jakupi
23. Xhelal Jakupi
24. Jashar Jashari
25. Raif Jashari
26. Shukri Jashari
27. Fatmir Limani
28. Nexhat Limani
29. Salif Limani
30. Bajram Mehmeti
31. Hanumshah Mehmeti
32. Arif Metushi
33. Haki Metushi
34. Ahmet Mustafa
35. Asllan Mustafa
36. Muhamet Mustafa
37. Sadik Osmani
38. Jashar Salihu
39. Shukri Salihu
40. Bajrush Shabani
41. Ahmet Smajlaj
42. Sheremet Syla
43. Shyqëri Syla
44. Bajram Xheladini
45. Njazi Zymeri

## Posljedice
Incident je doveo do NATO-ovog bombardiranja Srbije 1999. Vijeće sigurnosti UN-a osudilo je masakr, Slobodan Milošević je između ostaloga na Haaškom sudu optužen i za ratni zločin u Račku, što je on zanijekao na suđenju. Joseph Omer Michel Maisonneuve, pomoćnik načelnika stožera oružanih snaga Kanade, koji je bio šef Kosovske verifikacijske misije, na sudu je izjavio sljedeće o navodnoj prisutnosti terorista u Račku: "Ako na jednoj strani imate gotovo 50 mrtvih, a na drugoj samo jednog ranjenog, onda izgleda da to mjesto nije bilo dobro branjeno".
Tijekom svjedočenja pojavio se i britanski general John Drevienkievich koji je Miloševića izravno teretio za taj incident. Drevienkievich je rekao da "nije znao da je Račak uporište OVK", da "OESS nije bila unaprijed konkretno obaviještena o policijskoj akciji u selu", ali da su promatrači došli u područje sela kada su čuli paljbu. Naveo da je da su žrtve u Račku bili obični seljaci.
"...mogu potvrditi da u rovovima iza sela nije bilo borbi. Film pokazuje da je upotrjebljavano teško oružje, što su imale samo vaše snage, čuje se vatra iz pješačkog oružja koju je bilo tko mogao otvoriti, a vaša policija je pucala na sve što se miče. Moguće da je OVK bila na početku u selu i da je brzo pobjegla i da su vaši ušli u selo", rekao je Drevienkievich. "Znači, pucali su bez obzira na to što nema OVK". Na pitanje optuženog zašto OESS nije pokrenula sveobuhvatnu istragu o Račku, zbog oprečnih viđenja tog događaja, svjedok je odgovorio: "Svi koji su bili tamo bili su jednoglasni da su te ljude ubili vaši ljudi i da nije bilo otpora. Tražili smo zajedničku istragu, mogli ste se složiti i suspendirati zapovjednika tih snaga dok traje istraga. Vi niste učinili ništa".
ICTY je donio sljedeću presudu o incidentu:
Dne 15. siječnja 1999., u ranim jutarnjim satima, selo Račak (općina Štimlje/Shtime) su napale snage SR Jugoslavije i Srbije. Nakon što je Vojska Jugoslavije granatirala selo, srbijanska policija ušla je u naselje ujutro i počela pretragu od kuće do kuće. Stanovnici, koji su pokušali pobjeći, su strijeljani diljem sela. Skupina od otprilike 25 muškaraca pokušala se sakriti u jednoj zgradi, ali ih je pronašla srbijanska policija. Pretukli su ih i odveli do obližnjeg brda, gdje ih je policajac strijeljao i ubio. Sveukupno, snage SR Jugoslavije i Srbije ubile su otprilike 45 kosovskih Albanaca u okolici i u samom Račku.

## Vanjske poveznice
- Human Rights Watch: Ratni zločini u Račku, 29. siječnja, 1999.
- Leševi u Račku  Arhivirana inačica izvorne stranice od 2. veljače 2010. (Wayback Machine) Upozorenje: eksplicitne slike
- Izvještaj glavnog tajnika UN-a općoj skupštini, 31. siječnja 1999.  Arhivirana inačica izvorne stranice od 21. prosinca 2007. (Wayback Machine) (paragraf 11-13)
- Izvještaj forenzičarskog tima o Račku, 17. ožujka 1999  Arhivirana inačica izvorne stranice od 29. prosinca 2003. (Wayback Machine)
- Video isječak incidenta u Račku na YouTube
- Izvadak sa suđenja Miloševiću u kojem se spominje incident u Račku  Arhivirana inačica izvorne stranice od 30. lipnja 2009. (Wayback Machine)